# Daniel Fohr (peintre)
Pour les articles homonymes, voir Daniel Fohr.
Daniel Fohr (né le 13 mai 1801 à Heidelberg, mort le 25 juin 1862 à Baden-Baden) est un peintre badois.

## Biographie
Daniel Fohr est le frère cadet de Carl Philipp Fohr. Élève d'un gymnasium de Baden-Baden, il fait un voyage avec Carl Rottmann et leurs amis peintres le long du Rhin et de la Moselle. Après l'abitur, il étudie la philologie puis arrête pour devenir peintre. En 1825, il est l'élève de Peter von Cornelius à Munich.

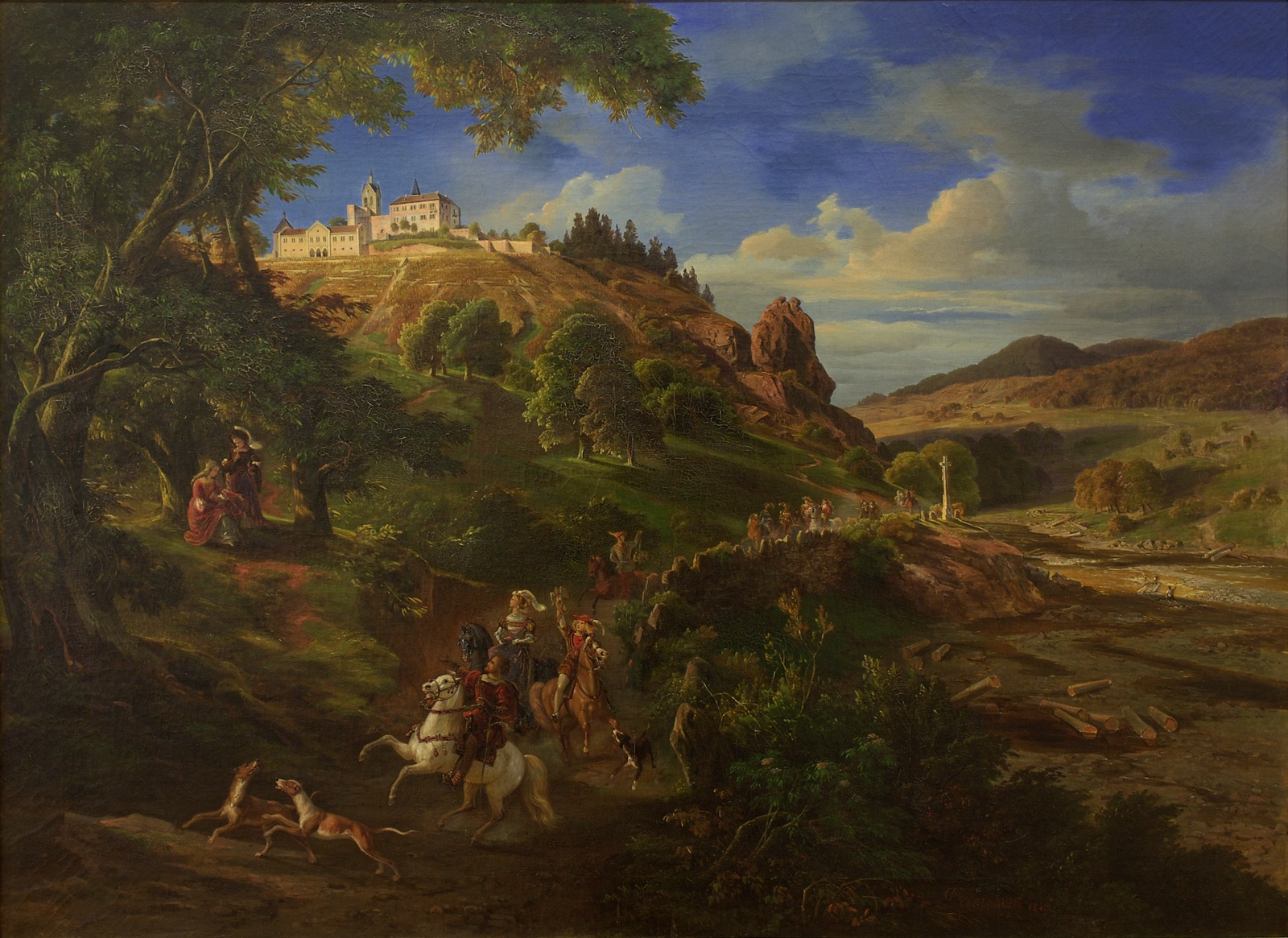
Le château d'Eberstein, 1843

En 1829, il se consacre à une carrière de peintre paysagiste. Après sa nomination en tant que peintre de la cour de Bade, il revient dans sa région natale en 1839. Il vit d'abord à Karlsruhe puis est de 1846 à 1850 à Munich. Il s'installe à Baden-Baden.
À Munich, il travaille dans le style de Rottmann des paysages locaux. À la fin de sa vie, certains paysages romantiques se font imaginaires.